# Quebrada Yuracyacu (Río Biavo)
Die Quebrada Yuracyacu (Quechua: yurac für „weiß“, yacu für „Wasserstelle“) ist ein etwa 40 km langer rechter Nebenfluss des Río Biavo in der Provinz Bellavista in der Region San Martín im zentralen Norden Perus.

## Flusslauf
Die Quebrada Yuracyacu entspringt auf einer Höhe von etwa 800 m nordzentral im Distrikt Alto Biavo in einem Höhenkamm der Cordillera Azul. Die Quebrada Yuracyacu fließt überwiegend in nordnordwestlicher Richtung. Auf den unteren 15 Kilometern weitet sich das Tal. Dort wird Landwirtschaft betrieben. Der Fluss trifft bei der Ortschaft José Olaya auf einer Höhe von etwa 270 m auf den von Westen heranströmenden Río Biavo. Dieser fließt im Anschluss nach Norden.

## Einzugsgebiet
Die Quebrada Yuracyacu entwässert ein Areal von 304 km². Das Einzugsgebiet liegt im Distrikt Alto Biavo. Es wird im Westen und im Osten von einem Höhenkamm flankiert. Unmittelbar südlich des Einzugsgebiets beginnt der Nationalpark Cordillera Azul. Im äußersten Nordosten grenzt das Einzugsgebiet an das Quellgebiet des Río Ponacillo, ansonsten wird es vom Einzugsgebiet des oberen Río Biavo umschlossen.